# Andrea Maria Schenkel

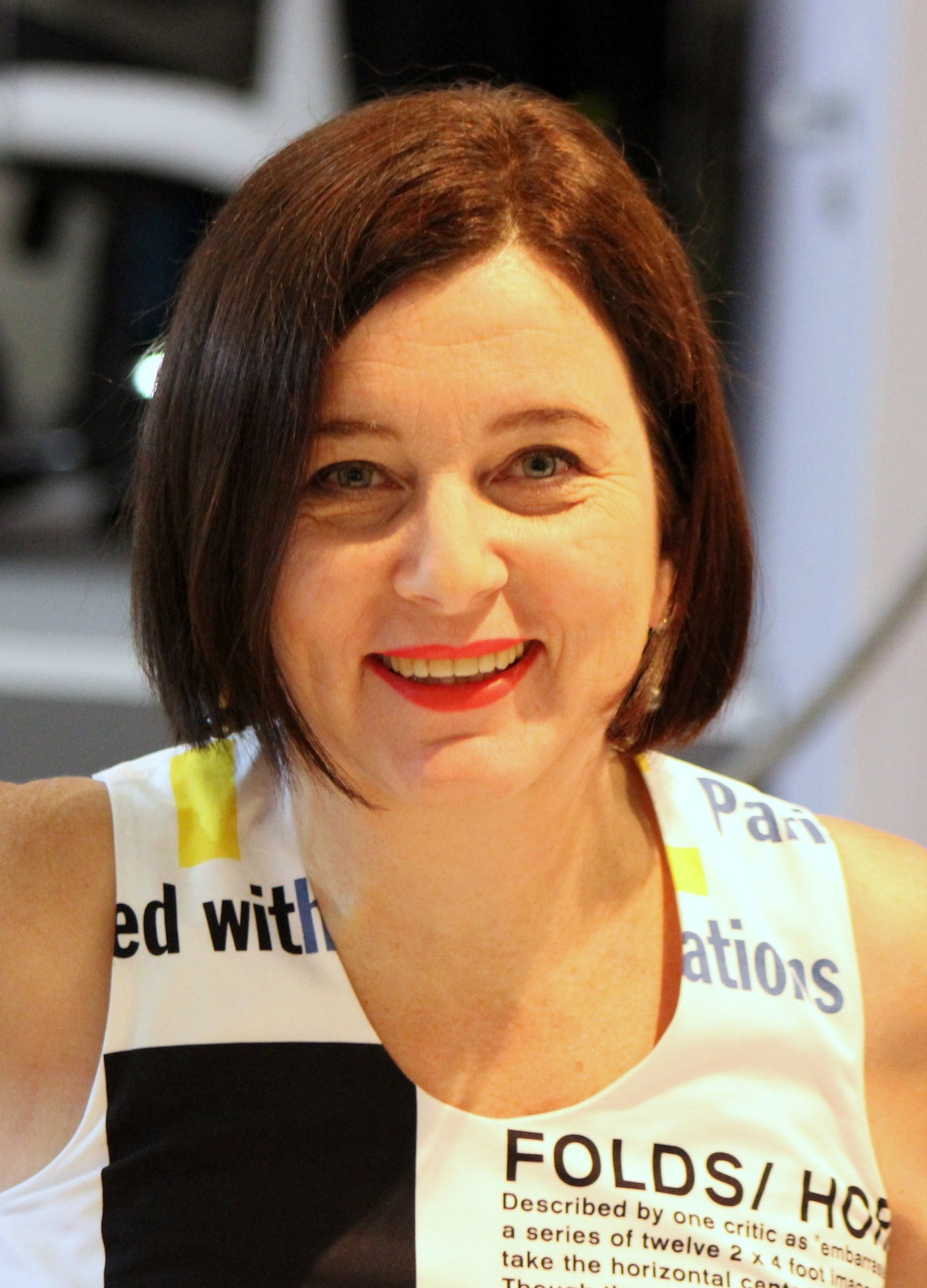
Andrea Maria

Andrea Maria Schenkel (Ratisbona, R.F.A., 21 de marzo de 1962) es una escritora alemana. En 2006 recibió el premio policial alemán, el premio Friedrich Glauser y el premio Martin Beck, el premio policial sueco a la mejor novela policíaca internacional por la novela Tannöd.

## Trayectoria
En 2006 escribió su obra más conocida Tannöd, que narra la historia real de una familia de agricultores asesinada en el pueblo bávaro de Hinterkaifeck en 1920 y que aun en la actual realidad no se ha resuelto. Schenkel traslada la historia a los años 1950 y relata con detalle el mundo rural tradicionalmente conservador y católico de la Alemania profunda de postguerra. Ha vendido más de un millón de ejemplares y además se adaptó al teatro en el  Tiroler Landestheater de Innsbruck (Austria) en marzo de 2008 y más tarde en Staatsschauspielhaus en Dresde en abril de 2008. Su segunda novela, Kalteis, es la historia de un asesino en serie de Múnich de los años 1930. Y recibió por segunda vez consecutiva el Premio Alemán contra el Crimen.

## Premios
- Friedrich Glauser-Preis , 2007
- Deutscher Krimi Preis, 2007 por Tannöd'
- Deutscher Krimi Preis, 2008 por Kalteis

## Obras
- En 2006 Tannöd, Nautilus, en Hamburgo, en 2007 Kalteis, Nautilus, en Hamburgo, en 2009 Bunker, Nautilus, Hamburgo, en 2012 Finsterau, en 2013 äuscher , en 2016  When Love Was, novela que de adentra mas allá del género policiaco, y  en 2023 Der Erdspiegel.[7]